# オーリティビク島
オーリティビク島 (英語: Aulitivik Island) は、カナダ、ヌナブト準州のクィキクタアルク地域にある無人島。島はデービス海峡の側の、バフィン島のイサベラ湾に位置する。バフィン島のヘンリー・ケーター半島の北にあり、北極諸島の一部である。オーリティビング島は19.5 km (12.1 mi)東にある。

## 地理
島の面積は209 km2 (81 sq mi)。